# يوكو ماتسوياما
يوكو ماتسوياما (بالكانا:まつやまようこ) هي ممثلة يابانية، ولدت في 30 نوفمبر 1937 في اليابان.

## وصلات خارجية
- يوكو ماتسوياما على موقع IMDb (الإنجليزية)
- يوكو ماتسوياما على موقع ميوزك برينز (الإنجليزية)
- يوكو ماتسوياما على موقع أول موفي (الإنجليزية)
- يوكو ماتسوياما على موقع قاعدة بيانات الفيلم (الإنجليزية)